# Вольгемут, Михаэль
Михаэль Вольгемут (нем. Michael Wolgemut, 1434, Нюрнберг — 30 ноября 1519, там же) — немецкий живописец, гравёр и резчик по дереву. Представитель нюрнбергской школы живописи. В его мастерской в 1486-89 годах учился Альбрехт Дюрер. Вольгемут выполнял заказ саксонского курфюрста Фридриха Мудрого по оформлению его дворца в Виттенберге (утрачен во Вторую мировую войну).
Вероятно, Михаэль Вольгемут обучался ремеслу на работах фламандских живописцев. Вольгемут женился на вдове своего работодателя Ганса Плейденвурфа и получил его мастерскую. Вместе со своим приёмным сыном Вильгельмом Плейденвурфом иллюстрировал «Нюрнбергскую хронику».
К лучшим работам Вольгемута относятся: алтарь Перингсдёрфферов (ныне в Церкви мира в Нюрнберге), резной, украшенный живописью алтарь церкви св. Марии в Цвиккау, роспись зала ратуши в Госларе, алтарь в Городской церкви Иоанна Крестителя в Швабахе и четыре алтарные панели в мюнхенской пинакотеке. Вольгемут писал также портреты.

## Галерея

Работы Вольгемута
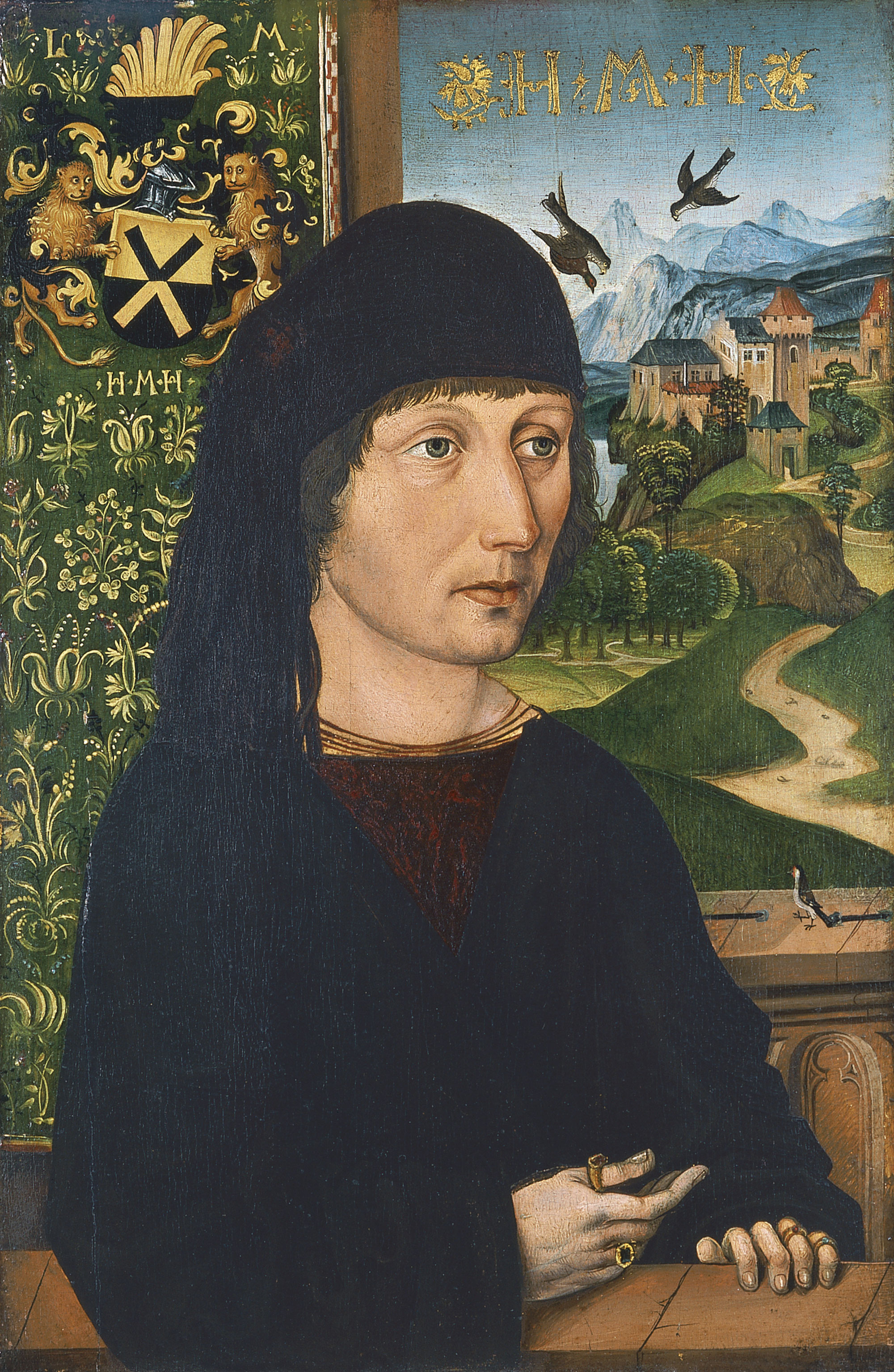
Левинус Меммингер
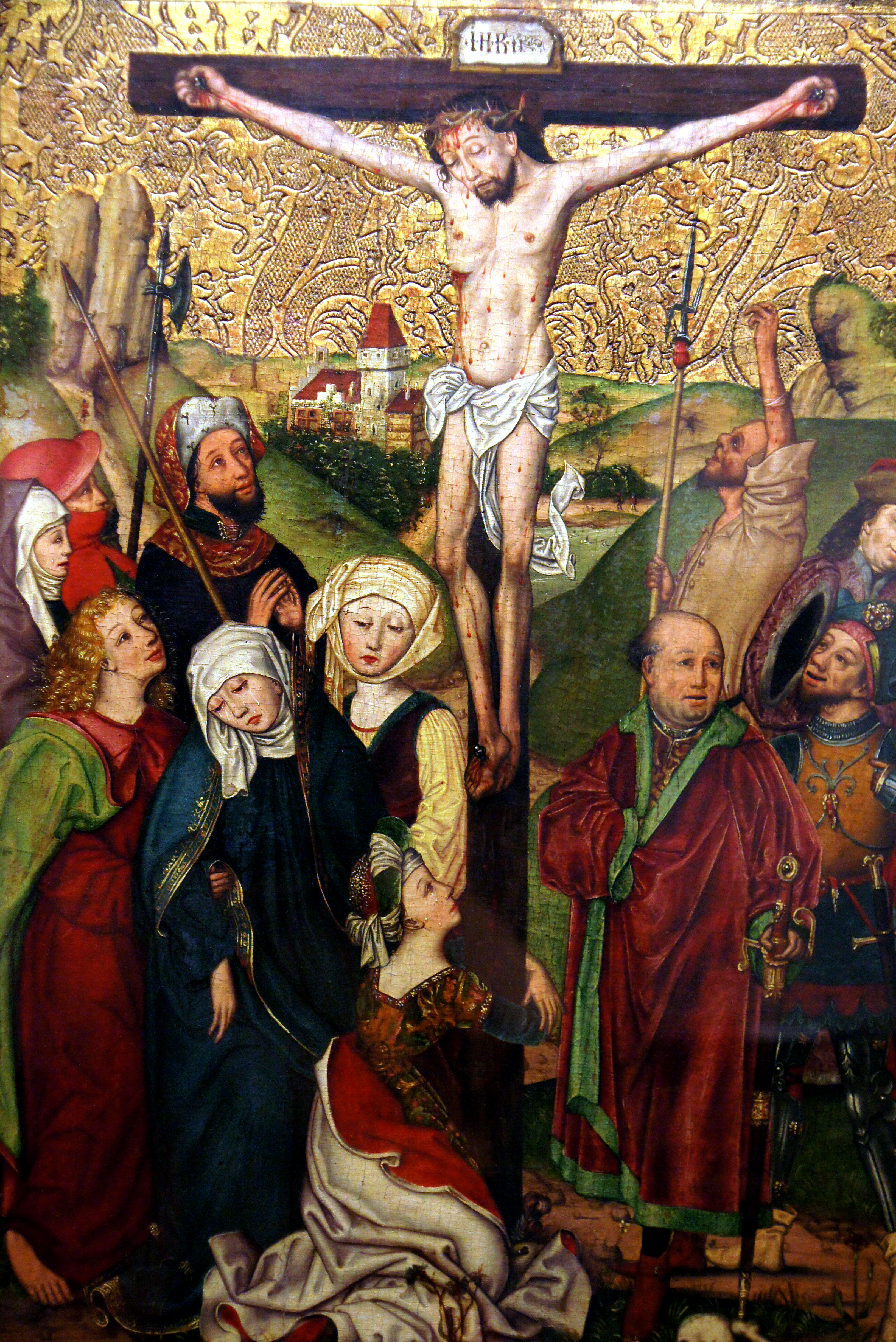
Распятый Христос
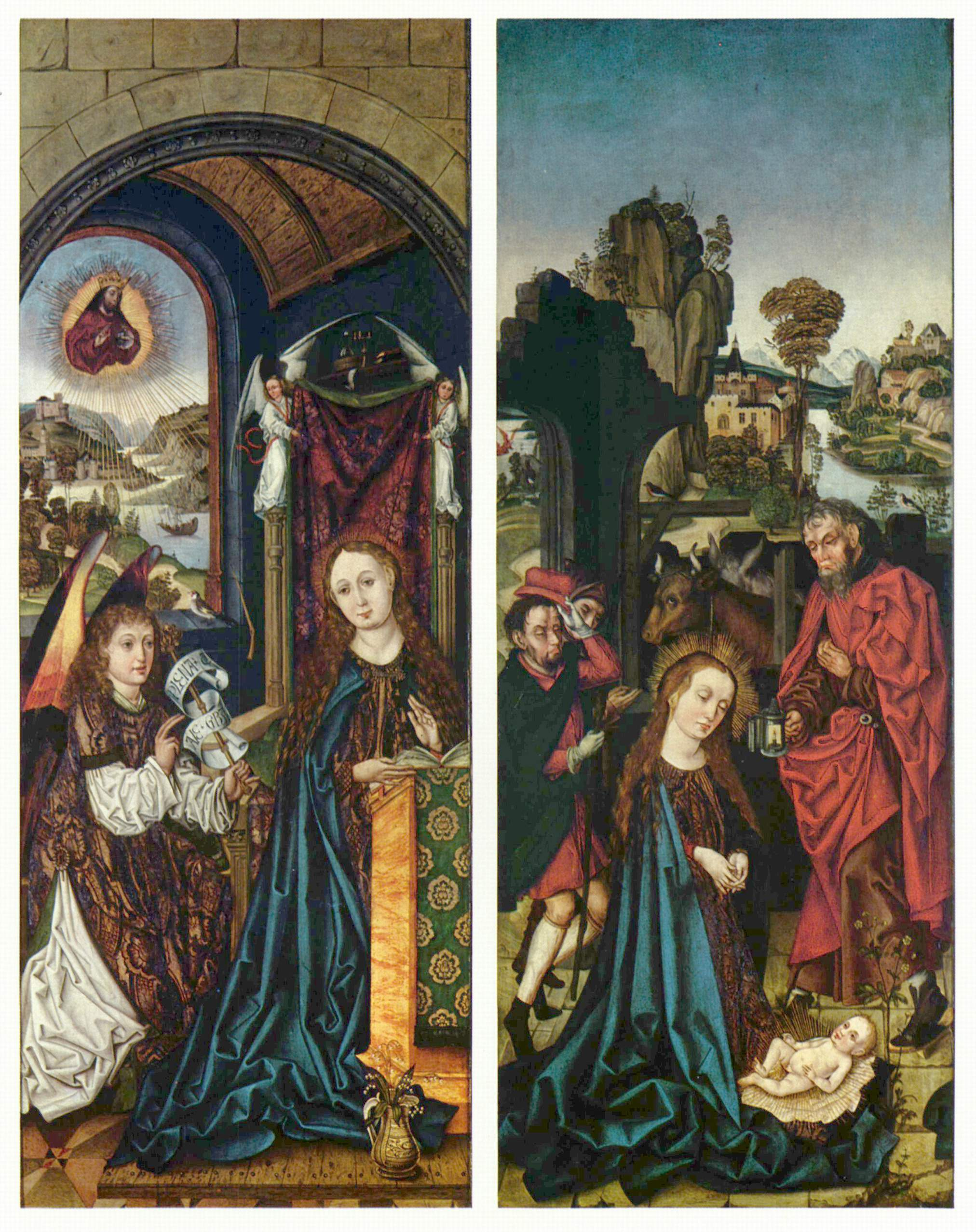
Алтарь Peringsdörffer, сцена Благовещения и Вифлеема
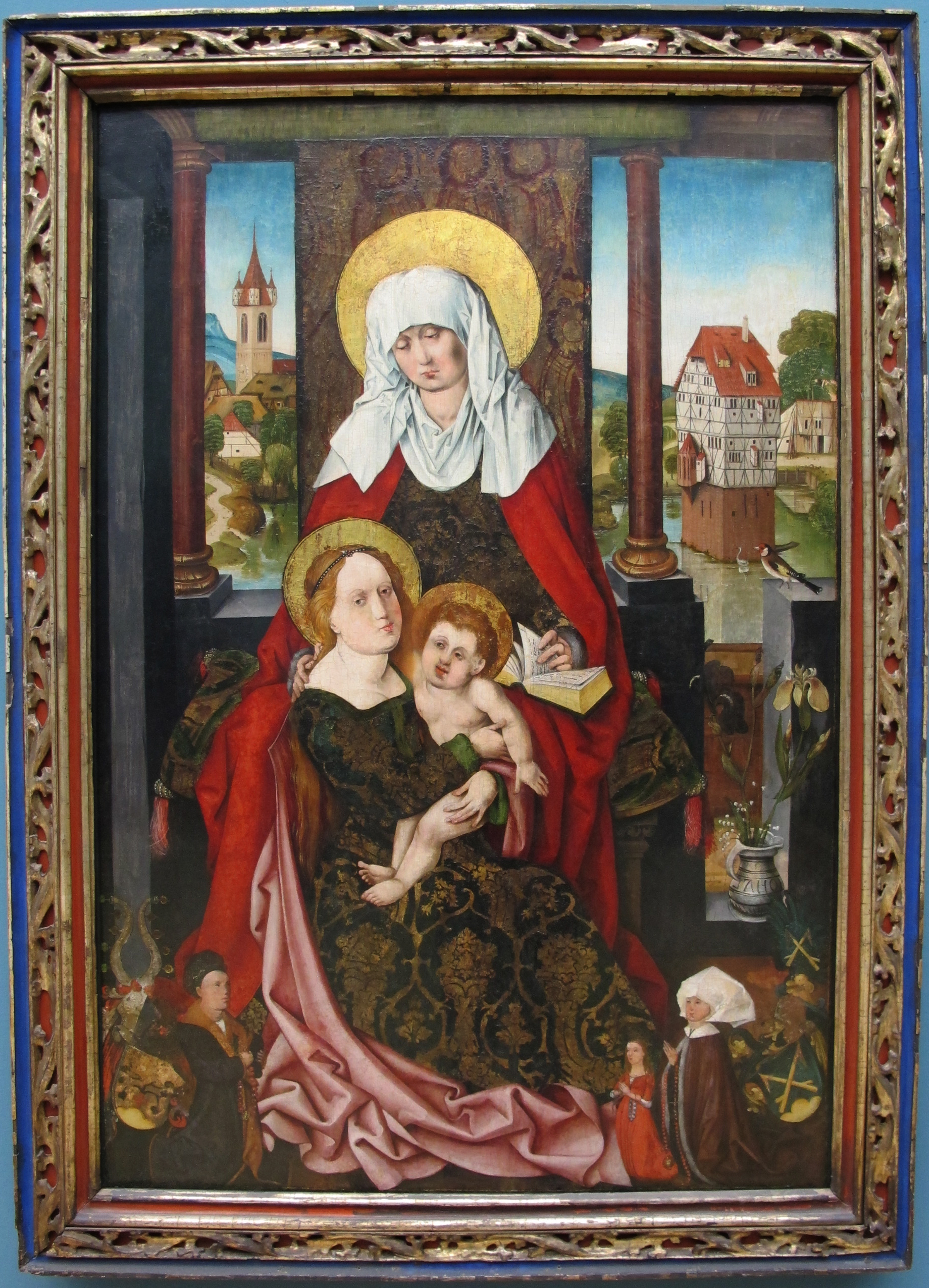
Богородица с младенцем и подносителями даров
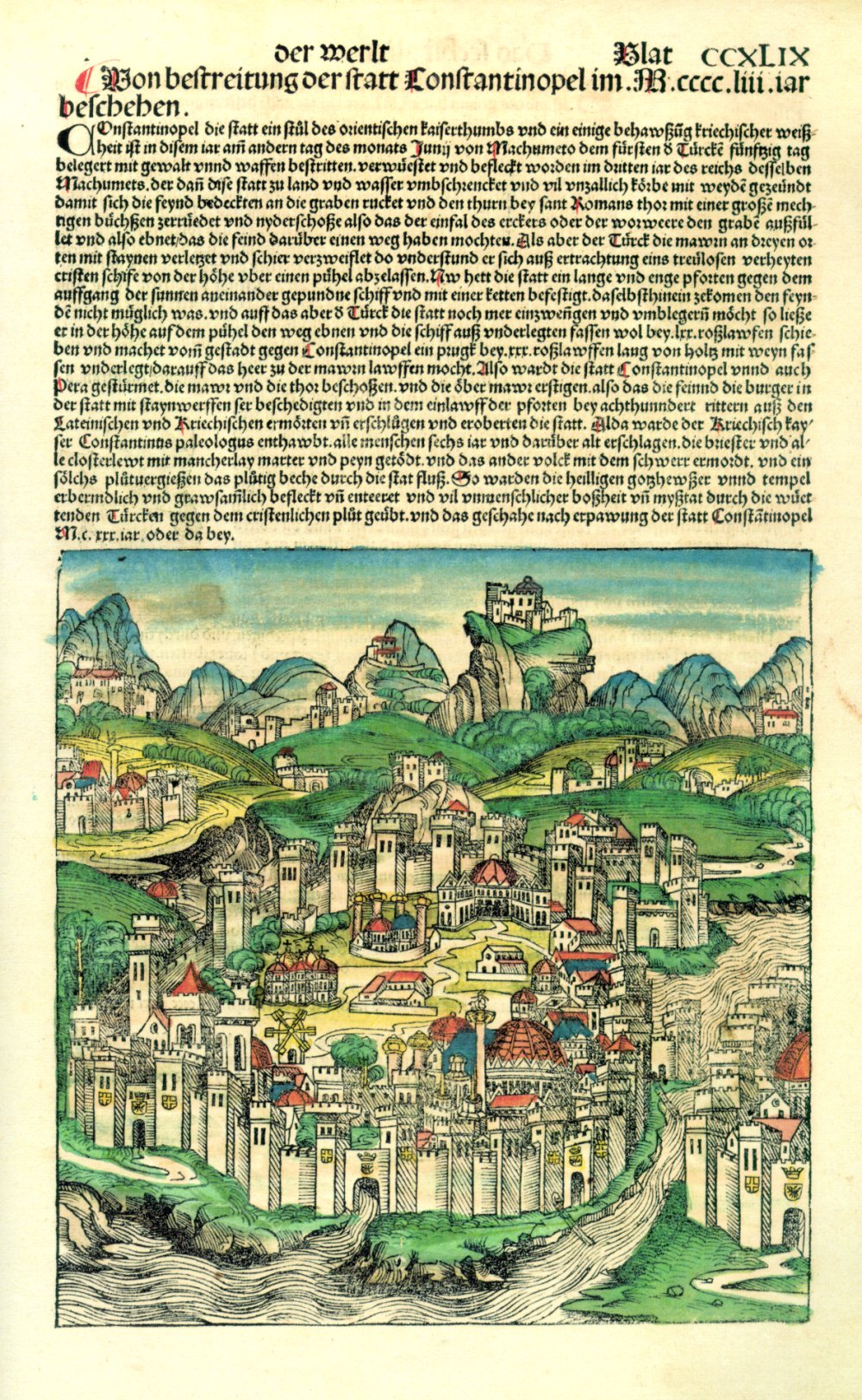
Страница с изображением Константинополя из Нюрнбергской хроники 1491 г.; изображение представляет собой гравюру на дереве из мастерской Вольгемута с добавлением ручной раскраски